# Floriston (Kalifornija)
Floriston je naseljeno područje za statističke svrhe u američkoj saveznoj državi Kalifornija. Prema popisu stanovništva iz 2010. u njemu je živjelo 73 stanovnika.